# Leccio di Gnicche
Il leccio di Gnicche è un albero monumentale situato nell'area naturale protetta di interesse locale Bosco di Sargiano, nel comune di Arezzo.

Si tratta di un esemplare di leccio (Quercus ilex). Ha una circonferenza del tronco di 4,10 m ed è alto 14 m. ed ha un'età di oltre 200 anni.

## Storia
È iscritto nella lista degli alberi monumentali della Toscana e nel 2007 ha ricevuto il Premio Touring Club, riconoscimento indetto dai consoli TCI della Toscana per gli alberi monumentali.